# فلسفه آموزش

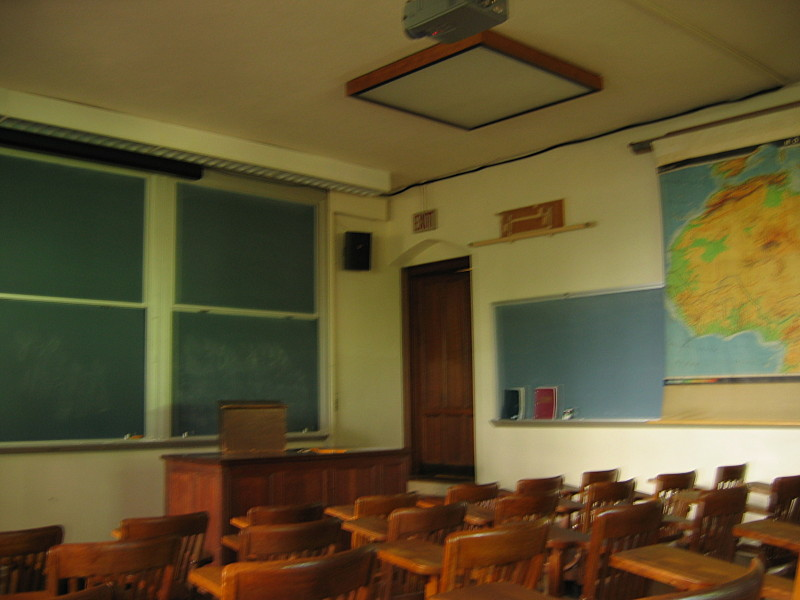
تصویری از یک کلاس آموزشی

فلسفهٔ آموزش به بررسی ماهیت و اهداف آموزش و ابزارهای آن می‌پردازد. علاوه بر این فلسفه آموزش خود را به عنوان بخشی از «نظریه آموزش» طبقه بندی کرده و سعی در شناسایی ماهیت و ویژگیهای این نظریه کرده و به تکمیل این نظریه (هنوز ناقص) بپردازد. «نظریه آموزش» نوعی نظریه عملی است که سعی در فراهم آوردن رهنمود و روشنگری تمامی جنبه‌های مختلف آموزش (اعم از جنبه‌های تعلیمی، اخلاقی و سیاسی مربوطه) و همچنین ساختار اجتماعی وابسته به آن دارد. جهت دستیابی به این هدف، نظریه آموزش نیاز به فراهم کردن مفاهیم صحیح و دانش کافی از نحوه تدریس، یادگیری، روشهای ارزیابی، ساختار و نحوه تغییر و تحول سیستمهای آموزشی و اجتماعی، نقش افراد ذی‌نفع مربوطه و مسائل نظیر آن دارد.
مسئله آموزش طی قرنهای متمادی ذهن فلاسفه را به خود مشغول داشته‌است: به عقیده برخی معلمی (یا گونه‌ای از آن) از نظر قدمت دومین پیشه انسان‌ها بوده‌است. هیچ جامعه‌ای وجود نداشته که اهمیت و مرکزیت آموزش را رد کند زیرا شکی نیست که کودکان بی‌سواد، نادان و نامطلع از فرهنگ جامعه‌شان به دنیا می‌آیند. برخی از کودکان در یادگیری مهارتها، امکانات یا توانایی بیشتری دارند و این امر در قرار گرفتن فرد در طبقه اجتماعی و میزان در آمد وی تأثیر فراوان دارد. یادگیری همچنین به کودکان این قابلیت را می‌دهد که به صورت مستقل به سمت اهداف مورد نظرشان حرکت کنند و همچنین هویت ویژه‌ای در جامعه داشته باشند.

## تعاریف آموزش
همانطور که گفته شد، آموزش دارای مفهوم و کاربردی گسترده، پیچیده و مبهم است. تاکنون تعریف واحد یا جامعی از «آموزش» به دست نیامده‌است و اهل نظر، هر یک بر پایه تفکرات و تجربیات خود، تعریفی از آن ارائه داده‌اند.

### برخی از تعاریف آموزش
- امیرحسین آریان‌پور: آموزش و پرورش عبارت است از «فرایند هدایت و جهت‌دهی عمدی به تجارب انسانی»[۳]
- محمدباقر هوشیار: آموزش و پرورش مجموعه منظمی از اعمال و رفتار است؛ به بیان دیگر آموزش و پرورش فعل و انفعالی است میان دو قطب سیال (آموزگار و دانش آموز) که مسبوق به اصل و متوجه هدف و مستلزم برنامه است.
- جان دیویی: آموزش، دوباره ساختن یا سازمان دادن تجربه است، به منظور اینکه معنای تجربه گسترش پیدا کند و برای هدایت و کنترل تجربیات بعدی، فرد را بهتر قادر سازد.
- ژان ژاک روسو: آموزش، هنر یا فنی است که به صورت راهنمایی یا حمایت نیروهای طبیعی و استعدادهای فراگیر (متربی) و با رعایت قوانین رشد طبیعی و با همکاری خود او برای زیستن تحقق می‌پذیرد.